# Spencer Locke
Spencer Locke, née le 20 septembre 1991 à Winter Park (Floride), est une actrice américaine. Elle apparaît à l’affiche du film Courage et Rodéo sur Netflix.

## Biographie
Spencer Locke travaille à la fois dans le cinéma, la télévision, le théâtre, le spectacle et la publicité.
Elle a eu grand succès sur le film Courage et Rodéo.
Elle fait ses débuts au cinéma dans Spanglish de James L. Brooks et prête sa voix à Jenny dans le film d'animation de Gil Kenan Monster house.
En 2005, elle joue dans Untitled Camryn Manheim Pilot et fait la guest star pour des séries comme FBI : Portés disparus, Ned ou Comment survivre aux études (Ned's Declassified School Survival Guide), Phil du futur et a joué en 2006 dans le pilote Boy's Life. En 2007, elle est à l'affiche du nouvel opus de Resident Evil: Extinction réalisé par Russell Mulcahy. De 2009 à 2010, elle tient le rôle de Kylie dans la série télévisée Cougar Town.
En 2010, elle fait son retour dans le quatrième volet de la saga Resident Evil sous les traits de K-Mart.
En 2012, on apprend[Où ?] que Spencer a refusé de reprendre le rôle de K-Mart dans le cinquième volet des films Resident Evil[réf. nécessaire].

## Filmographie

### Cinéma

#### Longs métrages
- 2004 : Spanglish de James L. Brooks : une amie qui dort
- 2007 : Resident Evil : Extinction de Russell Mulcahy : K-Mart
- 2010 : Resident Evil : Afterlife de Paul W. S. Anderson : K-Mart
- 2011 : Detention de Joseph Kahn : Ione
- 2012 : Karaoke Man de Mike Petty : Paige
- 2013 : All American Christmas Carol de Ron Carlson : un fantôme du noël passé
- 2015 : Landmine Goes Click de Levan Bakhia : Alicia
- 2015 : Anatomy of the Tide de Joel Strunk : Bridgett Harriman
- 2017 : Mindhack: #savetheworld de Royce Gorsuch : Sawyer

- 2018 : Insidious : Chapitre 4 (Insidious: Chapter 4) de Adam Robitel : Melissa Rainier
- 2018 : Emerald de ? : Jennifer
- 2019 : Walk. Ride. Rodeo de Conor Allyn : Amberley Snyder
- 2023 : Among Wolves de Justin Lee : Kara

#### Courts métrages
- 2011 : Captain Fin de Kevin J. O'Neill : Hannah Gunner
- 2016 : The Elvis Room de Andrew Schwarz : Jody

### Télévision

#### Séries télévisées
- 2004 : FBI : Portés disparus (Without a Trace) : Brandee Case (1 épisode)
- 2005 : Ned ou Comment survivre aux études (Ned's Declassified School Survival Guide) : Bitsy (4 épisodes)
- 2005 : Phil du futur (Phil of the Future) : Candida (5 épisodes)
- 2006 : Phénomène Raven (That's So Raven): Kayla (1 épisode)
- 2009 : Cold Case : Sarah Blake '76 (1 épisode)
- 2009-2010 : Cougar Town : Kylie (10 épisodes)
- 2009-2010 : Big Time Rush : Ancienne Jennifer 1 (4 épisodes)
- 2010 : Twentysixmiles : Sally Burnish (6 épisodes)
- 2010 : Vampire Diaries : Amber Bradley (1 épisode)
- 2010 : US Marshals : Protection de témoins (In Plain Sight) : Sabrina Anderson / Sabrina Jordan (1 épisode)
- 2011 : Love bites : Chrystie Hayes (1 épisode)
- 2012 : Les Experts : Miami (CSI: Miami) : Jessica Wyatt (1 épisode)
- 2012 : NCIS : Enquêtes spéciales (NCIS: Naval Criminal Investigative Service) : Amber Banks (1 épisode)
- 2013 : Cult : Carey Mandeville (2 épisodes)
- 2013 : Mon oncle Charlie : Jill (1 épisode)
- 2015 : Hawaii 5-0 : Aubrey Harper (1 épisode)
- 2016 : Les Experts : Cyber (CSI : Cyber) : Madison Brooks (1 épisode)

#### Téléfilms
- 2005 : Untitled Camryn Manheim Pilot de Andrew D. Weyman : Crosby Rydell
- 2011 : Voleurs de stars (The Bling Ring) de Michael Lembeck : Maddie Bishop
- 2013 : Big Thunder de Rob Bowman : Lizzie Carson
- 2015 : Le scandale des baby-sitters (Babysitter's Black Book) de Lee Friedlander : Ashley
- 2017 : Les 10 règles d'or d'une parfaite mariée (Bridal Boot Camp) de Jake Helgren : Andy Phillips

### Doublage

#### Films d'animations
- 2006 : Monster House de Gil Kenan : Jenny Bennett (voix originale)
- 2013 : Tarzan de Reinhard Klooss : Jane Porter (voix originale)

#### Jeux vidéo
- 2006 : Monster House : Jenny Bennett
- 2014 : Forza Horizon 2 : Ashley

## Distinctions
- Nomination à l'Annie Award du meilleur doublage en 2007 pour Monster House.